# 巴賽 (清朝)
巴賽（1663年—1731年），愛新覺羅氏，滿洲鑲藍旗人，清朝不入八分輔國公，清朝宗室、將軍，歷任正黃旗滿洲都統、署理黑龍江將軍、寧古塔將軍、振武將軍、靖邊副將軍等職，並參與了征伐噶爾丹和和通泊之戰等戰爭，後於和通泊一戰中殉國，享年69歲，諡號襄愍。
曾祖父為黑旗軍旗主、「達爾漢巴圖魯」，追封和碩莊親王的舒爾哈齊，祖父為和碩鄭獻親王、定遠大將軍濟爾哈朗，為追封武襄輔國公、副都統巴爾堪（贈和碩簡親王）的嫡長子。1750年其子奇通阿承襲簡親王爵位，因追封為簡親王。

## 生平

#### 康熙二十一年（1682年）
四月（5月），時年20歲的巴賽被授為三等奉國將軍。

### 準噶爾之役

#### 康熙三十四年（1695年）
三月二十六日（5月8日），巴賽被任命為正二品的鑲藍旗漢軍副都統。又因此時，準噶爾部琿台吉噶爾丹在第巴桑結嘉措的支持下，再次進軍喀爾喀，因此康熙皇帝準備再次興兵討伐之。
六月二十日（7月30日），兵部上奏稱，預備出征的副都統中，如瓦邇達、科爾代、馮國相，此三人已經轉調為地方上的右衛副都統；而王毓秀則是已經病故了，因此請求調官員來補缺，康熙便讓正紅旗副都統扎喇克圖、鑲藍旗副都統宗室巴賽、正藍旗副都統喻維邦、正黃旗副都統張所知四人來填補空缺，以預備從軍。
八月十七日（9月24日），身為副都統的巴賽，被命令加入此次出征中的京城預備大兵三隊中的第一隊，該隊由都統、鎮國公宗室蘇努、都統李正宗、諾穆圖、前鋒統領碩鼐、護軍統領蘇曷、副都統張所知、孫徵灝、扎喇克圖、那秦喻維邦、宗室巴賽、張朝午，前鋒及八旗滿洲漢軍礮鳥鎗俱往每佐領下護軍一名上三旗包衣護軍六十名所組成，在該月的二十四日出發。

#### 康熙三十五年（1696年）
二月二十日（3月22日），副都統巴賽和都統諾穆圖、副都統費仰古、趙鉞、張朝午三人一同率領八旗漢軍火器營當中的鑲紅鑲藍兩旗所合併的一營。
五月十二日（6月11日），在平北大將軍、領侍衛內大臣馬思喀的率領下，巴賽與眾多將領一同隨同出征，並一路追殺至巴顏烏蘭。

### 八旗都統

#### 康熙三十六年（1697年）
十月九日（11月22日），巴賽被調任為正黃旗蒙古副都統。

#### 康熙三十八年（1698年）
八月（10月），巴賽被革退副都統職位，並在之後轉為任正五品的三等侍衛。

#### 康熙五十四年（1715年）
三月二十八日（5月1日），身為步軍副尉的巴賽再次擔任回了副都統職，為正紅旗蒙古副都統。五月二十七日（6月28日），轉任鑲紅旗滿洲副都統。十一月三日（11月28日），巴賽被升任為從一品的正紅旗蒙古都統。

#### 康熙五十五年（1716年）
巴賽被調任為正黃旗滿洲都統。